# Lauren Meece
Lauren Michele Meece (ur. 6 lutego 1983) – amerykańska judoczka. Olimpijka z Sydney 2000, gdzie odpadła w eliminacjach w wadze ekstalekkiej.
Uczestniczka mistrzostw świata w 1999. Startowała w Pucharze Świata w 2000. Brązowa medalistka igrzysk panamerykańskich w 1999 roku.

## Letnie Igrzyska Olimpijskie 2000
| Konkurencja | Rundy eliminacyjne        | Klas. końcowa |
| Konkurencja | 1/32                      | Miejsce       |
| ----------- | ------------------------- | ------------- |
| 48 kg       | Ludmyła Łusnikowa (UKR) P | 13.           |